# Hrîhorivka, Vasîlkivka
Hrîhorivka (în ucraineană Григорівка) este o comună în raionul Vasîlkivka, regiunea Dnipropetrovsk, Ucraina, formată numai din satul de reședință.

## Demografie
Componența lingvistică a satului Hrîhorivka
     Ucraineană (96,61%)
     Rusă (2,23%)
     Alte limbi (0,87%)
Conform recensământului din 2001, majoritatea populației satului Hrîhorivka era vorbitoare de ucraineană (96,61%), existând în minoritate și vorbitori de rusă (2,23%).